# Electronegativitate
Electronegativitatea este o mărime a atracției pe care un atom o are față de electroni într-o legătură covalentă.
Electronegativitatea reprezintă capacitatea unui atom de a atrage spre el electronii unei legături pe care o formează într-o combinație chimică.
Se constată: halogenii au cele mai mari valori ale electronegativității, metalele alcaline au cele mai mici valori si există elemente care au aceleași valori pentru electronegativitate.
Electronegativitatea variază în grupele și perioadele sistemului periodic:
- crește în grupă de jos în sus
- crește în perioadă de la grupa IA la grupa VIIA.
Diferența dintre valorile electronegativității a două elemente care formează o combinație dă informații despre tipul de legătura care se realizează. Cu cât diferența de electronegativitate este mai mare, cu atât legătura chimică este mai puternică.
Există două scale ale electronegativității în folosință: scala Pauling (propusă în 1932) și scala Mulliken (propusă în 1934). Există și o așa-numită scală Allred-Rochow.

## Scala Pauling
Scala Pauling este cea mai răspândită și mai pregnantă scară de valori ale electronegativității, dezvoltată inițial de Linus Pauling în 1932. Pe această scală, cel mai electronegativ element chimic (fluorul) are valoarea 4,0 , în timp ce cel mai puțin electronegativ element (franciu) are valoarea 0.7. Celelalte elemente au primit valori intermediare. Elementele din perioada a doua a tabelului periodic au valori rotunde :
- Li : 1.0
- Be : 1.5
- B : 2.0
- C : 2.5
- N : 3.0
- O : 3.5
- F : 4.0

## Scala Mulliken
Pe scala Mulliken, numere sunt obținute prin medierea potențialului de ionizare și afinității pentru electroni. În consecință, electronegativitățiile Mulliken sunt exprimate direct în unități de energie, de obicei volți.

## Valorile electronegativității
Fiecare element are o electronegativitate caracteristică, de la 0 la 4 pe scala Pauling. Un element puternic electronegativ, ca și fluorul, are o electronegativitate apropiată de 4 în timp ce elementele slab electronegative, ca și litiul, primesc valori apropiate de 1. Legăturile dintre atomii cu o diferență mare de electronegativitate (mai mare sau egală cu 2,0 pe scala Pauling) sunt considerate în general a fi de tip ionic, în timp ce valorile între 2,0 și 0,4 sunt considerate a se referi la legături covalente polare. Valorile sub 0,4 se consideră în general a fi legături covalente nepolare.
Electronegativitatea crește de jos în sus, în grupă, și de la stânga la dreapta, în perioadă,  cum se vede mai jos. În paralel, raza atomică creste de la stânga la dreapta, în timp ce energia de ionizare scade.
| → Raza atomică descrește → Energia de ionizare crește → Electronegativitatea crește → | → Raza atomică descrește → Energia de ionizare crește → Electronegativitatea crește → | → Raza atomică descrește → Energia de ionizare crește → Electronegativitatea crește → | → Raza atomică descrește → Energia de ionizare crește → Electronegativitatea crește → | → Raza atomică descrește → Energia de ionizare crește → Electronegativitatea crește → | → Raza atomică descrește → Energia de ionizare crește → Electronegativitatea crește → | → Raza atomică descrește → Energia de ionizare crește → Electronegativitatea crește → | → Raza atomică descrește → Energia de ionizare crește → Electronegativitatea crește → | → Raza atomică descrește → Energia de ionizare crește → Electronegativitatea crește → | → Raza atomică descrește → Energia de ionizare crește → Electronegativitatea crește → | → Raza atomică descrește → Energia de ionizare crește → Electronegativitatea crește → | → Raza atomică descrește → Energia de ionizare crește → Electronegativitatea crește → | → Raza atomică descrește → Energia de ionizare crește → Electronegativitatea crește → | → Raza atomică descrește → Energia de ionizare crește → Electronegativitatea crește → | → Raza atomică descrește → Energia de ionizare crește → Electronegativitatea crește → | → Raza atomică descrește → Energia de ionizare crește → Electronegativitatea crește → | → Raza atomică descrește → Energia de ionizare crește → Electronegativitatea crește → | → Raza atomică descrește → Energia de ionizare crește → Electronegativitatea crește → | → Raza atomică descrește → Energia de ionizare crește → Electronegativitatea crește → | → Raza atomică descrește → Energia de ionizare crește → Electronegativitatea crește → |
| ------------------------------------------------------------------------------------- | ------------------------------------------------------------------------------------- | ------------------------------------------------------------------------------------- | ------------------------------------------------------------------------------------- | ------------------------------------------------------------------------------------- | ------------------------------------------------------------------------------------- | ------------------------------------------------------------------------------------- | ------------------------------------------------------------------------------------- | ------------------------------------------------------------------------------------- | ------------------------------------------------------------------------------------- | ------------------------------------------------------------------------------------- | ------------------------------------------------------------------------------------- | ------------------------------------------------------------------------------------- | ------------------------------------------------------------------------------------- | ------------------------------------------------------------------------------------- | ------------------------------------------------------------------------------------- | ------------------------------------------------------------------------------------- | ------------------------------------------------------------------------------------- | ------------------------------------------------------------------------------------- | ------------------------------------------------------------------------------------- |
| Grupă                                                                                 | I A                                                                                   | II A                                                                                  | III B                                                                                 | IV B                                                                                  | V B                                                                                   | VI B                                                                                  | VII B                                                                                 | ~                                                                                     | VIII B                                                                                | ~                                                                                     | I B                                                                                   | II B                                                                                  | III A                                                                                 | IV A                                                                                  | V A                                                                                   | VI A                                                                                  | VII A                                                                                 | VIII A                                                                                |                                                                                       |
| Perioadă                                                                              |                                                                                       |                                                                                       |                                                                                       |                                                                                       |                                                                                       |                                                                                       |                                                                                       |                                                                                       |                                                                                       |                                                                                       |                                                                                       |                                                                                       |                                                                                       |                                                                                       |                                                                                       |                                                                                       |                                                                                       |                                                                                       |                                                                                       |
| 1                                                                                     | H 2.1                                                                                 |                                                                                       |                                                                                       |                                                                                       |                                                                                       |                                                                                       |                                                                                       |                                                                                       |                                                                                       |                                                                                       |                                                                                       |                                                                                       |                                                                                       |                                                                                       |                                                                                       |                                                                                       |                                                                                       | He                                                                                    |                                                                                       |
| 2                                                                                     | Li 1.0                                                                                | Be 1.5                                                                                |                                                                                       |                                                                                       |                                                                                       |                                                                                       |                                                                                       |                                                                                       |                                                                                       |                                                                                       |                                                                                       |                                                                                       | B 2.0                                                                                 | C 2.5                                                                                 | N 3.0                                                                                 | O 3.5                                                                                 | F 4.0                                                                                 | Ne                                                                                    |                                                                                       |
| 3                                                                                     | Na 0.9                                                                                | Mg 1.2                                                                                |                                                                                       |                                                                                       |                                                                                       |                                                                                       |                                                                                       |                                                                                       |                                                                                       |                                                                                       |                                                                                       |                                                                                       | Al 1.5                                                                                | Si 1.8                                                                                | P 2.1                                                                                 | S 2.5                                                                                 | Cl 3.0                                                                                | Ar                                                                                    |                                                                                       |
| 4                                                                                     | K 0.8                                                                                 | Ca 1.0                                                                                | Sc 1.3                                                                                | Ti 1.5                                                                                | V 1.6                                                                                 | Cr 1.6                                                                                | Mn 1.5                                                                                | Fe 1.8                                                                                | Co 1.9                                                                                | Ni 1.8                                                                                | Cu 1.9                                                                                | Zn 1.6                                                                                | Ga 1.6                                                                                | Ge 1.8                                                                                | As 2.0                                                                                | Se 2.4                                                                                | Br 2.8                                                                                | Kr                                                                                    |                                                                                       |
| 5                                                                                     | Rb 0.8                                                                                | Sr 1.0                                                                                | Y 1.2                                                                                 | Zr 1.4                                                                                | Nb 1.6                                                                                | Mo 1.8                                                                                | Tc 1.9                                                                                | Ru 2.2                                                                                | Rh 2.2                                                                                | Pd 2.2                                                                                | Ag 1.9                                                                                | Cd 1.7                                                                                | In 1.7                                                                                | Sn 1.8                                                                                | Sb 1.9                                                                                | Te 2.1                                                                                | I 2.5                                                                                 | Xe                                                                                    |                                                                                       |
| 6                                                                                     | Cs 0.7                                                                                | Ba 0.9                                                                                | La - Lu                                                                               | Hf 1.3                                                                                | Ta 1.5                                                                                | W 1.7                                                                                 | Re 1.9                                                                                | Os 2.2                                                                                | Ir 2.2                                                                                | Pt 2.2                                                                                | Au 2.4                                                                                | Hg 1.9                                                                                | Tl 1.8                                                                                | Pb 1.9                                                                                | Bi 1.9                                                                                | Po 2.0                                                                                | At 2.2                                                                                | Rn                                                                                    |                                                                                       |
| 7                                                                                     | Fr 0.7                                                                                | Ra 0.9                                                                                | Ac - Lr                                                                               | Rf                                                                                    | Db                                                                                    | Sg                                                                                    | Bh                                                                                    | Hs                                                                                    | Mt                                                                                    | Ds                                                                                    | Rg                                                                                    | Cn                                                                                    | Uut                                                                                   | Uuq                                                                                   | Uup                                                                                   | Uuh                                                                                   | Uus                                                                                   | Uuo                                                                                   |                                                                                       |
|                                                                                       |                                                                                       |                                                                                       |                                                                                       |                                                                                       |                                                                                       |                                                                                       |                                                                                       |                                                                                       |                                                                                       |                                                                                       |                                                                                       |                                                                                       |                                                                                       |                                                                                       |                                                                                       |                                                                                       |                                                                                       |                                                                                       |                                                                                       |